# Агульская литература
Агульская литература — литература агулов, малочисленного народа Дагестана. Литература агулов начала складываться в 90-х годах XX века со времени появления агульской письменности в 1990 году. Корни агульской литературы уходят в агульский фольклор и творчество авторов-агулов на арабском и тюркском языках.

## История агульской литературы
Первый известный нам агульский поэт Агул Навруз творил ещё в XVII веке. Как многие поэты того времени, он самозабвенно выражал покорность божьей воле. В середине XIX в. на азербайджанском языке духовную суфийскую лирику создавал Хутхулу Мухаммад — религиозный деятель, поэт и мыслитель. В конце XIX века жил и творил другой духовный лидер Агула – Абдулгамид из Дуруштула. В народной памяти сохранились его идеи, крылатые выражения, образцы духовной лирики. Одним из самых талантливых людей своего времени и авторов духовной лирики начала XX века был Гаджи-Сефер из Арсуга. Рукописные варианты духовной лирики на арабском, тюркском, агульском языках сохранены до сих пор.

## Современное состояние
Первые книги стихов на агульском издали Камалдин Ахмедов, Фатхула Джамалов, Шериф Шерифов, Абу-Муслим Лутов, Гусейни Малагусейнов, Рамазан Исрафилов, Габибулах Омаров, Раиса Рамазанова. В периодической печати стали появляться произведения Гаджи Алхасова, Пирдама Агасиева, Магомеда Магомедова, Ахмеда Курбанова, Юнуса Мазанаева, ашуга Джагьила Япунова, Эльмиры Каидовой, Нурали Расулова, Шамиля Гаджирамазанова, Вагида Магомедова, Курбана Мусаева и др.
Одним из первых признание получил агульский поэт Камалдин Ахмедов. Его первый поэтический сборник на агульском языке назывался «Агъул мег1ни» («Напевы агулов»). Другой агульский поэт В расцвете творческих сил рано Абу-Муслим Лутов из селения Рича. Старинное агульское селение Рича в свое время было важнейшим пунктом на пути из южного Дагестана в северный, ключевым звеном магистрали Дербент – Рича – Кумух. Истории, легендарным героям и современности посвятил свою первую поэтическую книгу Абу-Муслим Лутов. Книга названа «Тарихи Чархъи-къала», т. е. история крепости Чархи. Чархъи Бах1ай – национальный герой, и автор дал литературное название своему родному селу в честь легендарного героя.